# NGC 7168
NGC 7168 је елиптична галаксија у сазвежђу Индијанац која се налази на NGC листи објеката дубоког неба.
Деклинација објекта је - 51° 44' 36" а ректасцензија 22h 2m 7,3s. Привидна величина (магнитуда) објекта NGC 7168 износи 11,9 а фотографска магнитуда 12,9. Налази се на удаљености од 34,850 милиона парсека од Сунца. NGC 7168 је још познат и под ознакама ESO 237-26, AM 2158-515, PGC 67882.